# Tenrecidae
Os tenrecídeos (Tenrecidae), vulgarmente conhecidos por tenreques ou tenrecos, são uma família de pequenos mamíferos insetívoros que habitam principalmente Madagascar, com exceção da subfamília Potamogalinae, que vive na África continental. Durante muito tempo foram considerados parte da ordem Insectivora, mas agora os estudos genéticos indicam que trata-se de um grupo não-relacionado, parte da ordem Afrosoricida, e integrantes do grande grupo Afrotheria. Devido a convergência evolutiva, lembram, ouriços, musaranhos, ratos, gambás, e até lontras. Vivem em todo o tipo de ambientes, sendo arborícolas, aquáticos, anfíbios, terrestres ou fossoriais.

## Taxonomia
Família Tenrecidae Gray, 1821
- Subfamília Geogalinae Trouessart, 1879
  - Gênero †Parageogale Butler, 1984
  - Gênero Geogale Milne-Edwards e A. Grandidier, 1872
    - Geogale aurita Milne-Edwards e A. Grandidier, 1872
    - †Geogale aletris Butler e Hopwood, 1957
- Subfamília †Protenrecinae Butler, 1969
  - Gênero †Protenrec Butler e Hopwood, 1957
    - †Protenrec tricuspis Butler e Hopwood, 1957 - Mioceno Inferior, África

  - Gênero †Erythrozootes Butler e Hopwood, 1957
    - †Erythrozootes chamerpes Butler e Hopwood, 1957
- Subfamília Potamogalinae Allman, 1865
  - Gênero Micropotamogale Heim de Balsac, 1954 
    - Micropotamogale ruwenzorii (de Witte e Frechkop, 1955) 
    - Micropotamogale lamottei Heim de Balsac, 1954 

  - Gênero Potamogale du Chaillu, 1860
    - Potamogale velox (du Chaillu, 1860)
- Subfamília Tenrecinae Gray, 1821
  - Gênero Echinops Martin, 1838
    - Echinops telfairi Martin, 1838

  - Gênero Hemicentetes Mivart, 1871
    - Hemicentetes semispinosus (G.Cuvier, 1798)
    - Hemicentetes nigriceps Günther, 1875

  - Gênero Setifer Froriep, 1806
    - Setifer setosus (Schreber, 1777)

  - Gênero Tenrec Lacépède, 1799
    - Tenrec ecaudatus (Schreber, 1777)
- Subfamília Oryzorictinae Dobson, 1882
  - Gênero Limnogale Major, 1896
    - Limnogale mergulus Forsyth Major, 1896 

  - Gênero Microgale Thomas, 1882 
    - Microgale brevicaudata G. Grandidier, 1899 
    - Microgale cowani Thomas, 1882 
    - Microgale dobsoni Thomas, 1884 
    - Microgale drouhardi G. Grandider, 1934 
    - Microgale dryas Jenkins, 1992 
    - Microgale fotsifotsy Jenkins, Raxworthy e Nusbaum, 1997 
    - Microgale gracilis (Major, 1896)
    - Microgale gymnorhyncha Jenkins, Goodman e Raxworthy, 1996 
    - Microgale jenkinsae Goodman e Soarimalala, 2004 
    - Microgale jobihely Goodman et al., 2006
    - Microgale longicaudata Thomas, 1882 
    - Microgale monticola Goodman e Jenkins, 1998
    - Microgale nasoloi Jenkins e Goodman, 1999 
    - Microgale parvula G. Grandidier, 1934 
    - Microgale principula Thomas, 1926 
    - Microgale pusilla Major, 1896 
    - Microgale soricoides Jenkins, 1993 
    - Microgale taiva Major, 1896 
    - Microgale talazaci Major, 1896 
    - Microgale thomasi Major, 1896 

  - Gênero Oryzorictes A. Grandidier, 1870
    - Oryzorictes hova A. Grandidier, 1870 
    - Oryzorictes tetradactylus Milne-Edwards e A. Grandidier, 1882